# 単調族
集合族の一種である単調族（たんちょうぞく、英: monotone class）は、測度論においてより複雑な集合族を構成するために用いられる。

## 定義
集合 X の部分集合族 {\displaystyle {\mathcal {M}}\subset {\mathcal {P}}(X)} が単調であるとは、{\displaystyle {\mathcal {M}}} の単調集合列（単調増加または単調減少な列）の極限がまた {\displaystyle {\mathcal {M}}} に属するときに言う。記号で書けば、
{\displaystyle (A_{n})_{n\in \mathbb {N} }{\text{ s.t. }}A_{1}\subset A_{2}\subset \dotsb \in {\mathcal {M}}\implies \bigcup _{i=1}^{\infty }A_{i}\in {\mathcal {M}},}
{\displaystyle (B_{n})_{n\in \mathbb {N} }{\text{ s.t. }}B_{1}\supset B_{2}\supset \dotsb \in {\mathcal {M}}\implies \bigcap _{i=1}^{\infty }B_{i}\in {\mathcal {M}}.}

## 性質

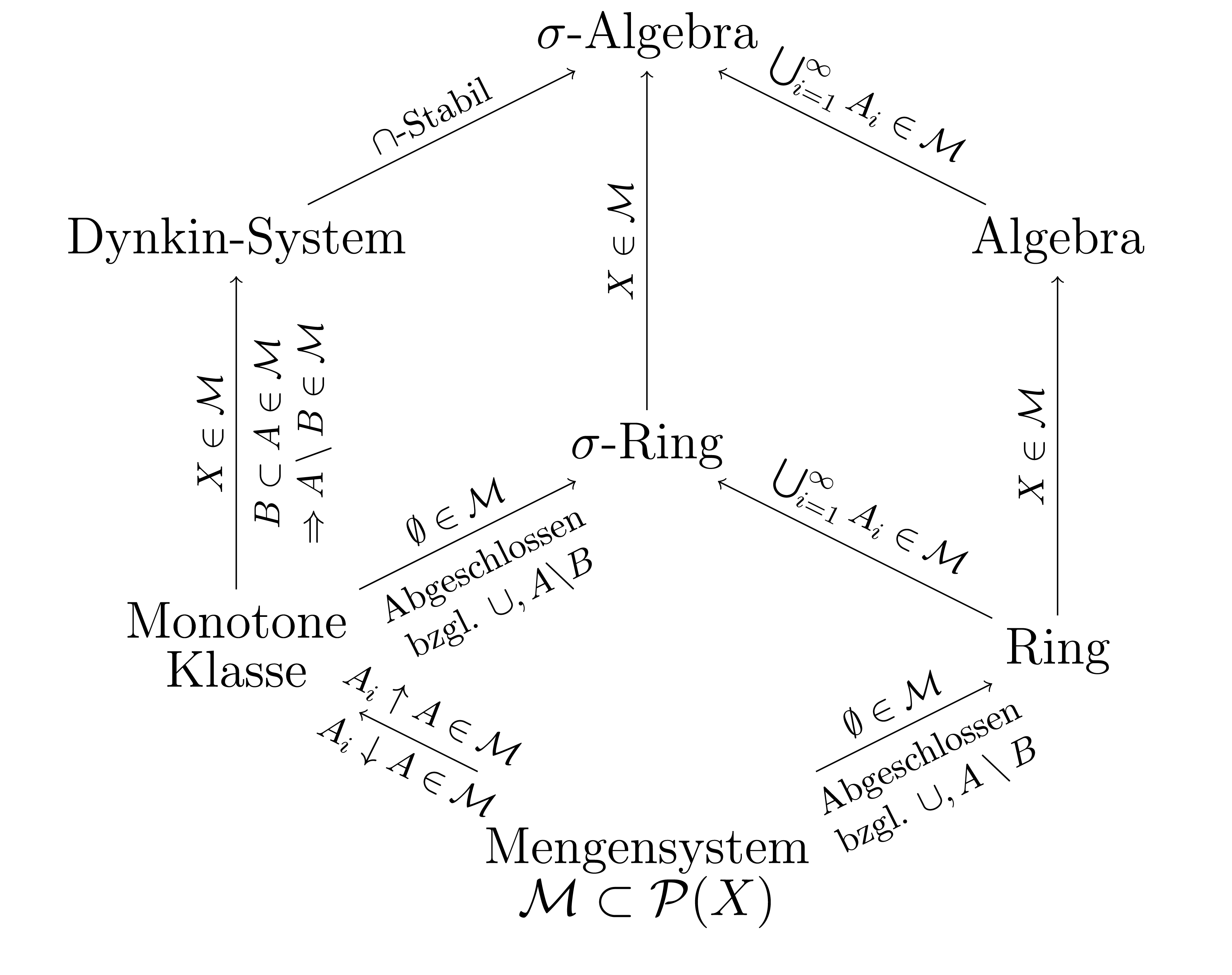
測度論における集合族の関係図

複数の単調族の交わりはまた単調族を成す。ゆえに任意の集合族 K の生成する単調族が
{\displaystyle {\mathcal {M}}_{K}:=\bigcap _{{\mathcal {M}}{\text{: Monotone}} \atop K\subset {\mathcal {M}}}{\mathcal {M}}}
と定義できる。これは閉包作用素と解釈できる。

## 他の集合族との関係
- 単調族を成す集合環はσ-集合環である。
- 集合 X の部分集合からなる単調族が、全体集合 X を含み、かつその族に属する集合 A, B が B ⊂ A を満たすとき必ず A ∖ B もその族に属するならば、その単調族はディンキン族である。
- 任意の σ-集合環は単調族である。
- 集合代数の生成する単調族の全体は代数の生成するσ-集合代数の全体と対応を持つ。
- 集合環の生成する単調族は、その集合環の生成する σ-集合環と一致する。